# Band Coruja
Band Coruja é um programa radiofônico humorístico brasileiro exibido durante a madrugada pela rede Band FM. Atualmente, a atração conta com a apresentação dos radialistas Anselmo Brandi, Pedro Rafael e a turma do Café com Bobagem.
O programa se pauta principalmente em interações entre o locutor da atração com os ouvintes através de ligações telefônicas e mensagens enviadas pelo WhatsApp. O Band Coruja foi o vencedor do Troféu APCA na categoria "Rádio" em 2013 e é líder de audiência no período em que é exibido.

## Formato
O Band Coruja pauta-se principalmente na interação entre o locutor do programa com o seu ouvinte, que pode se comunicar através do telefone da rádio ou de mídias sociais como o aplicativo de mensagens WhatsApp, sendo totalmente baseado no improviso, o que não permite que a atração tenha pautas ou muitos quadros fixos. Tal formato foi consolidado pelo locutor Diguinho Coruja, que assumiu o comando da atração em 2009.

## História
O Band Coruja é uma atração da Band FM que é transmitida pela rádio por muitos anos. Já foi apresentada por nomes como Marcelo Batista (ex-integrante do Pânico, da Jovem Pan FM) e Paulo Eugênio (filho do também radialista Paulo Barboza). Em 2009, o programa passou a ser apresentado por Diguinho Coruja, que já foi assistente de Marcelo Batista na época em que o programa era apresentado por ele. Diguinho seguiu no comando da atração até 2014, quando foi dispensado pela rádio após ser contratado pelo SBT para fazer parte do The Noite – atração de Danilo Gentili, que tinha saído da Band (empresa do mesmo grupo da Band FM).
Com a saída de Diguinho, o programa passou a ser comandado pelo locutor Anselmo Brandi e, posteriormente, por Wilson Gomes e Alessandro Migalli(Seu Nelson),que permaneceram como apresentadores titulares do Band Coruja até 4 de Abril de 2017, quando a Band FM recontratou Diguinho para reassumir o posto de apresentador da atração no mesmo mês. Em 2018, Pedro Rafael que já participava da atração como "personagem" e ouvinte, passou compor a equipe e assumiu como co - apresentador ao lado de Diguinho, após a saída do Locutor do The Noite, Anselmo Brandi retornou a titularidade do programa, e Pedro Rafael após se destacar como comentarista no carnaval da Band FM se firmou e foi oficialmente contratado, assumindo assim a apresentação ao lado de Anselmo Brandi. O Programa tem apresentadores Eventuais que cobrem as férias ou folgas de Pedro e Anselmo, são eles: Fernando Cézar e DJ Marcos Braga. 